# Josef Nečas
Josef Nečas (* 8. března 1952) je bývalý československý basketbalista, účastník Mistrovství Evropy 1975 a 1977. Je zařazen na čestné listině mistrů sportu.
V československé basketbalové lize hrál 14 sezón v letech 1972-1987 za kluby RH Pardubice, Zbrojovka Brno a Baník Priwevidza. Třikrát byl mistrem Československa, čtyřikrát vicemistrem a má jedno třetí místo. V historické střelecké tabulce basketbalové ligy Československa (od sezóny 1962/63 do 1992/93) je na 22. místě s počtem 5213 bodů.
S týmem Brna se zúčastnil 7 ročníků evropských klubových pohárů v basketbale, z toho třikrát Poháru evropských mistrů 1977 (6. místo v semifinálové skupině), 1978 a 1979 (oba ročníky 2. místo ve čtvrtfinálové skupině) a dvakrát FIBA Poháru Korač 1981 (2. místo ve čtvrtfinálové skupině)) a 1982 (2. kolo). 
Zúčastnil se dvou Mistrovství Evropy mužů – 1975 v Bělehradě (5. místo) a 1977 v Lutychu, Belgie (3. místo), kde získal bronzovou medaili. Za reprezentační družstvo Československa v letech 1975-1978 odehrál 72 zápasů. V roce 1977 na světové Univerziádě v Sofii s týmem Československa skončil na třetím místě.

## Hráčská kariéra

### Kluby
- 1972-1974 RH Pardubice – vicemistr (1974), 6. místo (1973)
- 1974-1985 Zbrojovka Brno – 3x mistr (1976-1978), 3x vicemistr (1975, 11979, 1980), 3. místo (1981), 2x 4. místo (1982, 1984), 5. místo (1985), 7. místo (1983)
- 1986-1987 Baník Prievidza – 6. místo (1987)
- V československé basketbalové lize celkem 14 sezón (1972-1987), 5213 bodů (22. místo) a 8 medailových umístění
  - 3x mistr Československa (1976-1978), 4x vicemistr: (1974, 1975, 1979, 1980), 3. místo: (1981)

### Československo
- Mistrovství Evropy – 1975 Bělehrad (6 bodů /3 zápasy) 6. místo a 1977 Lutych, Belgie (3. místo)
- za reprezentační družstvo Československa v letech 1975-1978 hrál celkem 72 zápasů, z toho na Misttrovství Evropy 4 zápasy, v nichž zaznamenal 8 bodů